# Peter Kohlgraf
Peter Kohlgraf (ur. 21 marca 1967 w Kolonii) – niemiecki biskup rzymskokatolicki, biskup diecezjalny Moguncji od 2017.

## Życiorys
Święcenia kapłańskie otrzymał 18 czerwca 1993 i został inkardynowany do archidiecezji Kolonii. Pracował głównie jako nauczyciel w katolickich szkołach na terenie archidiecezji. W 2013 został wykładowcą na uczelni katolickiej w Moguncji.
18 kwietnia 2017 papież Franciszek mianował go biskupem diecezjalnym Moguncji. Sakry udzielił mu 27 sierpnia 2017 kardynał Karl Lehmann.